# Ephesia fulminea
Ephesia fulminea är en fjärilsart som beskrevs av Giovanni Antonio Scopoli 1763. Ephesia fulminea ingår i släktet Ephesia och familjen nattflyn. Inga underarter finns listade i Catalogue of Life.